# Distrikt El Porvenir (San Martín)
Der Distrikt El Porvenir liegt in der Provinz San Martín in der Region San Martín in Nordzentral-Peru. Der Distrikt wurde am 18. Juni 1962 gegründet. Er besitzt eine Fläche von 473 km². Beim Zensus 2017 wurde eine Einwohnerzahl von 2453 ermittelt. Im Jahr 1993 lag diese bei 1157, im Jahr 2007 bei 2062. Sitz der Distriktverwaltung ist die 137 m hoch gelegene Ortschaft Pelejo mit 1003 Einwohnern (Stand 2017). Pelejo befindet sich 72 km nordöstlich der Provinzhauptstadt Tarapoto. Das Gebiet besteht noch überwiegend aus Regenwald.

## Geographische Lage
Der Distrikt El Porvenir befindet sich am Westrand des Amazonasbeckens im Norden der Provinz San Martín. Der Río Huallaga durchquert den Norden des Distrikts in nordwestlicher Richtung.
Der Distrikt El Porvenir grenzt im Westen an den Distrikt Barranquita (Provinz Lamas), im Norden an den Distrikt Teniente César López Rojas (Provinz Alto Amazonas) sowie im Osten und im Südosten an den Distrikt Papaplaya.

## Ortschaften
Neben dem Hauptort gibt es im Distrikt folgende größere Ortschaften:
- Nuevo Reforma (203 Einwohner)
- Nuevo San Juan (747 Einwohner)
- Selva Alegre (252 Einwohner)